# Ernst Walch
Ernst Walch (ur. 12 maja 1956 w Vaduz) – liechtensteiński prawnik i polityk, w 1993 przewodniczący Landtagu, w latach 2001–2005 minister spraw zagranicznych.

## Życiorys
W 1980 ukończył studia prawnicze na Uniwersytecie Leopolda i Franciszka w Innsbrucku. W 1981 uzyskał magisterium z komparatystyki prawniczej na New York University. Podjął praktykę w zawodzie adwokata.
Działacz Postępowej Partii Obywatelskiej (FBP). Był członkiem komitetu sterującego Europejskiej Unii Demokratycznej (1983–1993). W latach 90. kierował zrzeszeniem organizacji rolniczych w Liechtensteinie. W latach 1989–1993 sprawował mandat posła do Landtagu, później do 1997 był zastępcą członka parlamentu. W 1993 zajmował stanowisko przewodniczącego Landtagu. Pełnił potem funkcję przewodniczącego FBP. W rządzie Otmara Haslera (2001–2005) sprawował urząd ministra spraw zagranicznych. W kampanii wyborczej w 2025 był kandydatem FBP na urząd premiera.

## Odznaczenia
Odznaczony Krzyżem Komandorskim z Gwiazdą Orderu Zasługi Księstwa Liechtenstein (2003).